# تپه کرسف
تپه کرسف مربوط به دوره ساسانیان است و در شهرستان خدابنده، بخش مرکزی، روستای کرسف واقع شده و این اثر در تاریخ ۲۴ تیر ۱۳۸۲ با شمارهٔ ثبت ۹۱۹۶ به‌عنوان یکی از آثار ملی ایران به ثبت رسیده است.